# 더얼자둬
페이더뤄 미거얼 거마이쓰 더얼자둬(중국어 간체자: 佩德罗·米格尔·戈麦斯·德尔加多, 정체자: 佩德羅·米格尔·戈麥斯·德尔加多, 병음: Pèidéluó Mǐgéěr Gēmàisī Déěrjiāduō, 한자음: 패덕라·미격이·과맥사·덕이가다, 1997년 4월 7일~)는 포르투갈 태생 중화인민공화국의 축구 선수로 포지션은 공격형 미드필더이다. 현재 중국 슈퍼리그의 청두 룽청에서 뛰고 있으며 2013년부터 2018년까지 포르투갈 청소년 국가대표로 활동했다.
포르투갈어 이름은 페드루 미겔 고메스 델가두(포르투갈어: Pedro Miguel Gomes Delgado)였으며 2019년 중화인민공화국 시민권을 취득하며 포르투갈에서 중화인민공화국으로 귀화했다.

## 어린 시절
더얼자둬는 1997년 포르투갈 포르티망에서 페드루 미겔 고메스 델가두(포르투갈어: Pedro Miguel Gomes Delgado)라는 이름으로 태어났다. 그의 아버지 아밀카르 델가두(포르투갈어: Amilcar Delgado)는 카보베르데 출신 전직 축구 선수였다.

## 구단 경력
더얼자둬는 2016년 8월 28일 주앙 마리우의 FC 인테르나치오날레 밀라노 이적 계약 조건에 따라 인테르나치오날레 밀라노에서 프리메이라리가의 스포르팅 CP로 이적했다. 그는 2016년 9월 11일 바르징 SC과의 리가프로 2016-17 경기에서 스포르팅 CP B 소속으로 프로 데뷔전을 치렀다. 스포르팅 B에서 두 시즌을 보낸 후, 그는 2018년 8월 1일 80만 유로(약 11억 원)로 중국 슈퍼리그의 산둥 루넝으로 이적했다.
더얼자둬는 중국 슈퍼리그의 외국인 선수 제한 규정으로 인해 2018 시즌 선수 등록에 실패했고 해당 시즌에 출전하지 못했다. 그는 2019년 중화인민공화국 시민권을 취득했고 다음 시즌에 선수 등록을 마칠 수 있었다. 그는 2019년 6월 30일 산둥 루넝이 베이징 궈안에 2대 0으로 승리한 리그 경기에서 산둥 루넝 데뷔전을 치렀다.
더얼자둬는 2020년 2월 1일 프리메이라리가 2019-20 시즌이 끝날 때까지 CD 아베스로 임대되었다. 그는 산둥 루넝으로 복귀한 후 중국 슈퍼리그 2021과 2021년 중국 FA컵 우승을 달성했다. 그는 중화인민공화국 국적을 가지고 있었지만 중국 슈퍼리그 2022에서 중국 축구 협회가 정한 자국인 선수 자격 요건을 충족시키지 못해 산둥에서 중국 갑급리그의 쿤산 FC로 임대되었다. 그는 팀에서 주전으로 활동하며 쿤산의 중국 갑급리그 2022 우승과 슈퍼리그 승격에 기여했다.
2023년 7월 20일 더얼자둬는 갑급리그의 쑤저우 둥우 FC와 1시즌 임대 계약을 체결했고 임대 기간을 마치고 산둥으로 복귀했다.
2025년 2월 18일 중국 슈퍼리그의 청두 룽청으로 임대 이적했다.

## 수상 내역
산둥 타이산
- 중국 슈퍼리그: 2021[11]
- 중국 FA컵: 2021[12]

 쿤산 FC
- 중국 갑급리그: 2022[14]